# Ivan Zajtsev (volleybollspelare)
Ivan Zajtsev, född 2 oktober 1988 i Spoleto, är en italiensk volleybollspelare. Han har med landslaget vunnit silver vid OS 2016 och brons vid OS 2012. Han är son till de sovjetiska idrottarna Vjatjeslav Zajtsev (som vann guld i volleyboll vid OS 1980) och Irina Pozdnjakova (som satte världsrekord på 200 meter bröstsim 1966).